# Amomum fragile
Amomum fragile är en enhjärtbladig växtart som beskrevs av Shao Quan Tong. Amomum fragile ingår i släktet Amomum och familjen Zingiberaceae. Inga underarter finns listade i Catalogue of Life.